# Piper casteloense
Piper casteloense är en pepparväxtart som beskrevs av Truman George Yuncker. Piper casteloense ingår i släktet Piper och familjen pepparväxter. Inga underarter finns listade i Catalogue of Life.